# Graham Whitehead
Alfred Graham Whitehead (* 15. April 1922 in Harrogate; † 15. Januar 1981 in Lower Basildon) war ein britischer Automobilrennfahrer.

## Karriere
Graham war der Halbbruder von Peter Whitehead und begann 1951 mit dem geborgten ERA seines Bruders Rennen zu fahren. Auch Graham konnte einige gute Platzierungen im Motorsport vorweisen, an die Erfolge seines populären Bruders kam er jedoch nicht heran.
1952 fuhr Graham Whitehead seinen einzigen Grand Prix, der einen Weltmeisterschaftsstatus hatte. In diesem Jahr wurden die Grand-Prix-Rennen nach dem Reglement der Formel 2 ausgetragen. Graham ging mit einem Alta F2 beim Großen Preis von Großbritannien in Silverstone vom zwölften Startplatz aus ins Rennen (32 Fahrzeuge waren am Start) und wurde mit fünf Runden Rückstand Zwölfter.
Graham fuhr eine Fülle an Sportwagenrennen, meist als Copilot seines Bruders Peter. Er bewegte Fahrzeuge der Marke Jaguar genauso schnell wie Aston Martins und Ferraris. Seinen größten Erfolg feierte er 1958 bei den 24 Stunden von Le Mans. Mit seinem Bruder Peter, der das Rennen schon 1951 mit Peter Walker gewonnen hatte, wurde er auf einem Aston Martin DB3/S Zweiter hinter dem Ferrari-Duo Phil Hill und Olivier Gendebien.
Nur wenige Wochen später hatten die beiden, mit Graham am Steuer, einen fatalen Unfall bei der Tour de France für Automobile. Peter kam dabei ums Leben und Graham erlitt schwere Verletzungen. Damit war auch seine Karriere praktisch zu Ende. Er fuhr 1960 noch einige Rennen auf einem Ferrari 250 und trat 1961 endgültig zurück.

## Statistik

### Statistik in der Automobil-Weltmeisterschaft

#### Gesamtübersicht
| Saison | Team            | Chassis | Motor       | Rennen | Siege | Zweiter | Dritter | Poles | schn. Rennrunden | Punkte | WM-Pos. |
| ------ | --------------- | ------- | ----------- | ------ | ----- | ------- | ------- | ----- | ---------------- | ------ | ------- |
| 1952   | Peter Whitehead | Alta F2 | Alta 2.0 L4 | 1      | −     | −       | −       | −     | −                | −      | NC      |
| Gesamt | Gesamt          | Gesamt  | Gesamt      | 1      | −     | −       | −       | −     | −                | −      |         |

#### Einzelergebnisse
| Saison | 1 | 2 | 3 | 4  | 5 | 6 | 7 | 8 |
| ------ | - | - | - | -- | - | - | - | - |
| 1952   |   |   |   |    |   |   |   |   |
|        |   |   |   | 12 |   |   |   |   |

| Legende  | Legende            | Legende                                                          |
| Farbe    | Abkürzung          | Bedeutung                                                        |
| -------- | ------------------ | ---------------------------------------------------------------- |
| Gold     | –                  | Sieg                                                             |
| Silber   | –                  | 2. Platz                                                         |
| Bronze   | –                  | 3. Platz                                                         |
| Grün     | –                  | Platzierung in den Punkten                                       |
| Blau     | –                  | Klassifiziert außerhalb der Punkteränge                          |
| Violett  | DNF                | Rennen nicht beendet (did not finish)                            |
| Violett  | NC                 | nicht klassifiziert (not classified)                             |
| Rot      | DNQ                | nicht qualifiziert (did not qualify)                             |
| Rot      | DNPQ               | in Vorqualifikation gescheitert (did not pre-qualify)            |
| Schwarz  | DSQ                | disqualifiziert (disqualified)                                   |
| Weiß     | DNS                | nicht am Start (did not start)                                   |
| Weiß     | WD                 | zurückgezogen (withdrawn)                                        |
| Hellblau | PO                 | nur am Training teilgenommen (practiced only)                    |
| Hellblau | TD                 | Freitags-Testfahrer (test driver)                                |
| ohne     | DNP                | nicht am Training teilgenommen (did not practice)                |
| ohne     | INJ                | verletzt oder krank (injured)                                    |
| ohne     | EX                 | ausgeschlossen (excluded)                                        |
| ohne     | DNA                | nicht erschienen (did not arrive)                                |
| ohne     | C                  | Rennen abgesagt (cancelled)                                      |
| ohne     | keine WM-Teilnahme |                                                                  |
| sonstige | P/fett             | Pole-Position                                                    |
| sonstige | 1/2/3/4/5/6/7/8    | Punktplatzierung im Sprint-/Qualifikationsrennen                 |
| sonstige | SR/kursiv          | Schnellste Rennrunde                                             |
| sonstige | *                  | nicht im Ziel, aufgrund der zurückgelegten Distanz aber gewertet |
| sonstige | ()                 | Streichresultate                                                 |
| sonstige | unterstrichen      | Führender in der Gesamtwertung                                   |

### Le-Mans-Ergebnisse
| Jahr | Team                      | Fahrzeug                | Teamkollege     | Platzierung | Ausfallgrund    |
| ---- | ------------------------- | ----------------------- | --------------- | ----------- | --------------- |
| 1953 | Bristol Aeroplane Company | Bristol 450 Coupé       | Lance Macklin   | Ausfall     | Unfall          |
| 1954 | David Brown               | Aston Martin DB3S Coupé | Ian Stewart     | Ausfall     | Unfall          |
| 1955 | Cooper Car Company        | Cooper T38              | Peter Whitehead | Ausfall     | Ölleck          |
| 1957 | David Brown               | Aston Martin DBR2/370   | Peter Whitehead | Ausfall     | Getriebeschaden |
| 1958 | Graham & Peter Whitehead  | Aston Martin DB3S       | Peter Whitehead | Rang 2      |                 |
| 1959 | Graham Whitehead          | Aston Martin DBR1/300   | Brian Naylor    | Ausfall     | Unfall          |
| 1960 | A. G. Whitehead           | Ferrari 250 GT SWB      | Henry Taylor    | Ausfall     | Motorschaden    |

### Einzelergebnisse in der Sportwagen-Weltmeisterschaft
| Saison | Team                               | Rennwagen                          | 1   | 2   | 3   | 4   | 5   | 6   | 7   |
| ------ | ---------------------------------- | ---------------------------------- | --- | --- | --- | --- | --- | --- | --- |
| 1953   | Bristol Cars Graham Whitehead      | Bristol 450 Aston Martin DB3       | SEB | MIM | LEM | SPA | NÜR | RTT | CAP |
| 1953   | Bristol Cars Graham Whitehead      | Bristol 450 Aston Martin DB3       |     |     | DNF |     |     | 4   |     |
| 1954   | Aston Martin                       | Aston Martin DB3                   | BUA | SEB | MIM | LEM | RTT | CAP |     |
| 1954   | Aston Martin                       | Aston Martin DB3                   |     |     |     | DNF | 8   |     |     |
| 1955   | Cooper Car Company Peter Whitehead | Cooper T38                         | BUA | SEB | MIM | LEM | RTT | TAR |     |
| 1955   | Cooper Car Company Peter Whitehead | Cooper T38                         |     |     |     | DNF | DNF |     |     |
| 1956   | Peter Whitehead                    | Jaguar D-Type                      | BUA | SEB | MIM | NÜR | KRI |     |     |
| 1956   | Peter Whitehead                    | Jaguar D-Type                      |     | 6   |     |     |     |     |     |
| 1957   | Peter Whitehead Aston Martin       | Aston Martin DB3 Aston Martin DBR2 | BUA | SEB | MIM | NÜR | LEM | KRI | CAR |
| 1957   | Peter Whitehead Aston Martin       | Aston Martin DB3 Aston Martin DBR2 |     |     |     | 9   | DNF |     |     |
| 1958   | Graham Whitehead                   | Aston Martin DB3                   | BUA | SEB | TAR | NÜR | LEM | RTT |     |
| 1958   | Graham Whitehead                   | Aston Martin DB3                   |     |     |     | 8   | 2   |     |     |
| 1959   | Graham Whitehead                   | Aston Martin DBR1                  | SEB | TAR | NÜR | LEM | RTT |     |     |
| 1959   | Graham Whitehead                   | Aston Martin DBR1                  |     |     | DNF | DNF | DNF |     |     |
| 1960   | Graham Whitehead                   | Aston Martin DBR1 Ferrari 250 GT   | BUA | SEB | TAR | NÜR | LEM |     |     |
| 1960   | Graham Whitehead                   | Aston Martin DBR1 Ferrari 250 GT   |     |     |     | DNF | DNF |     |     |